# Eannatum
Eannatum, o Eanatum (Lagash, ... – Lagash, 2425 a.C.), è stato il terzo dei re della prima dinastia di Lagash.

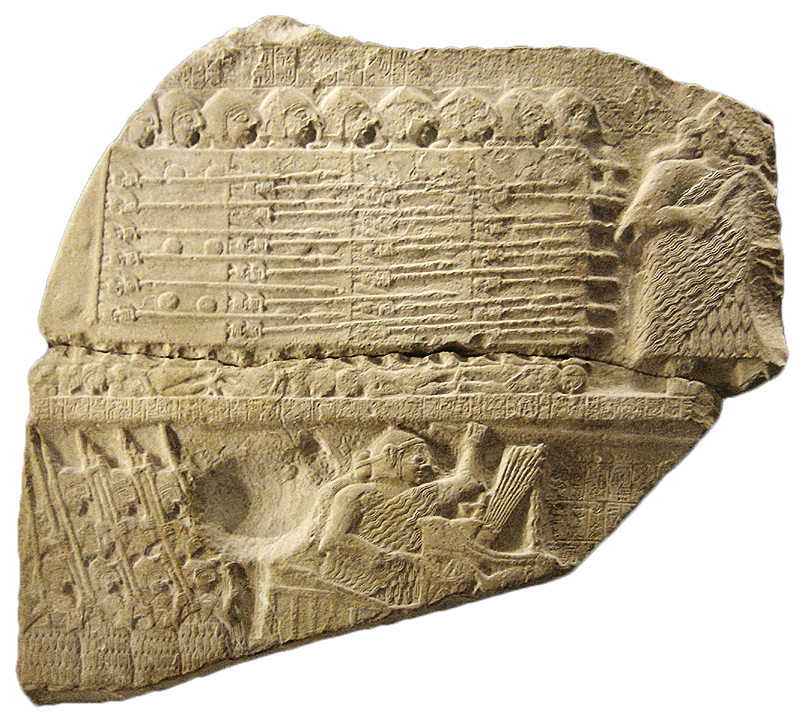
Stele degli avvoltoi: frammento con Eannatum alla testa del suo esercito

Eannatum significa "degno dell'Eanna", il tempio di Inanna a Uruk. Il regno di Eannatum corrisponde all'apogeo della Prima dinastia di Lagash. Gli successe il fratello En-anna-tum I.

## Documenti
La vita e le imprese di questo re ci sono note da numerose iscrizioni di cui le due più importanti sono il cono di Eannatum, il masso di Eannatum e la stele degli avvoltoi.

### Il masso di Eannatum

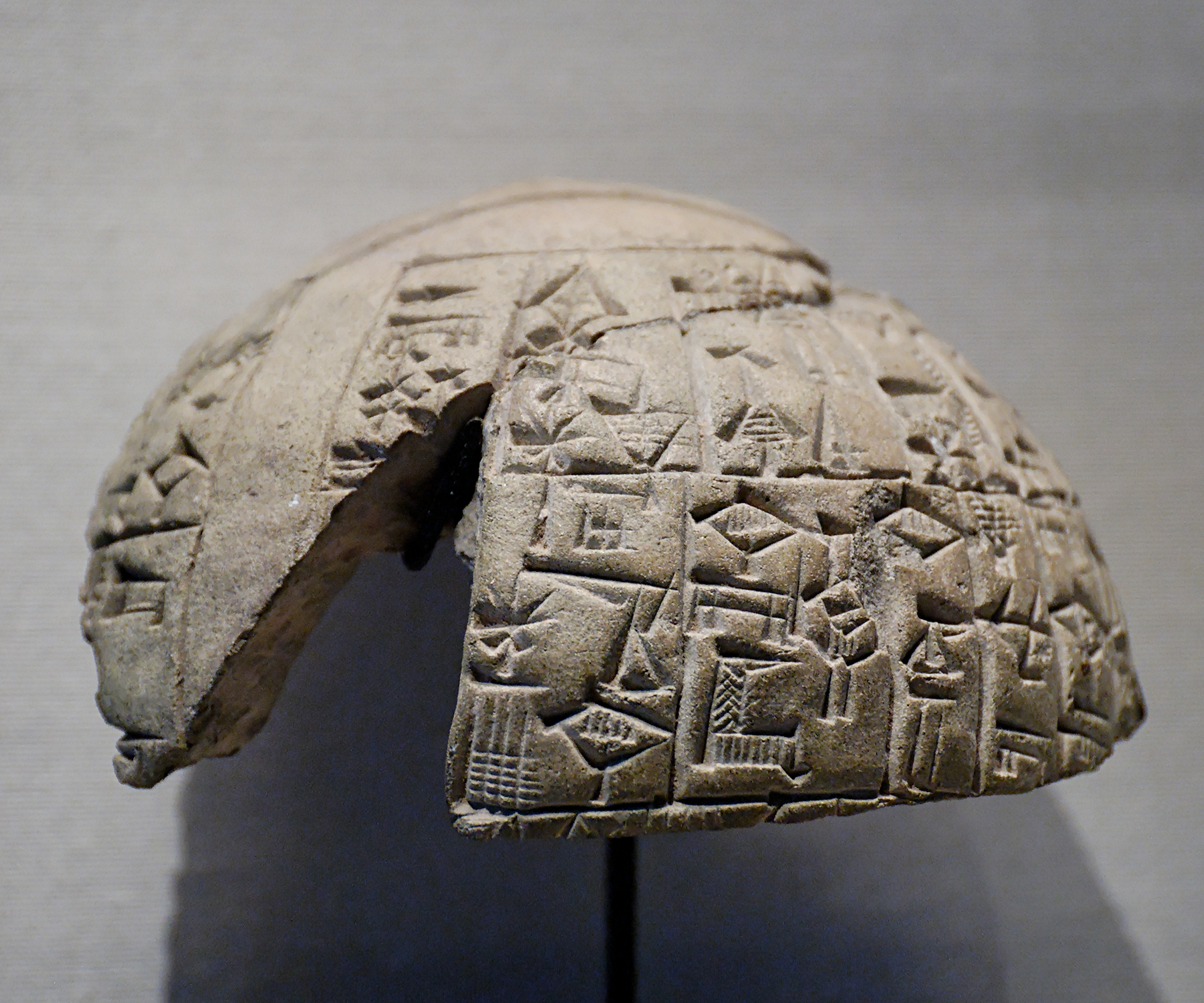
Il cono di Eannatum, Louvre AO4442-4597

Trattasi di un masso di forma ovale ricoperto di iscrizioni in caratteri cuneiformi che racconta delle imprese militari di Eannatum sia entro il territorio mesopotamico che nell'Elan; la stele elenca anche le opere edilizie commissionate da questo re, restaurando e completando i progetti avviati dal re Ur-Nanshe (suo nonno)

### Stele degli Avvoltoi

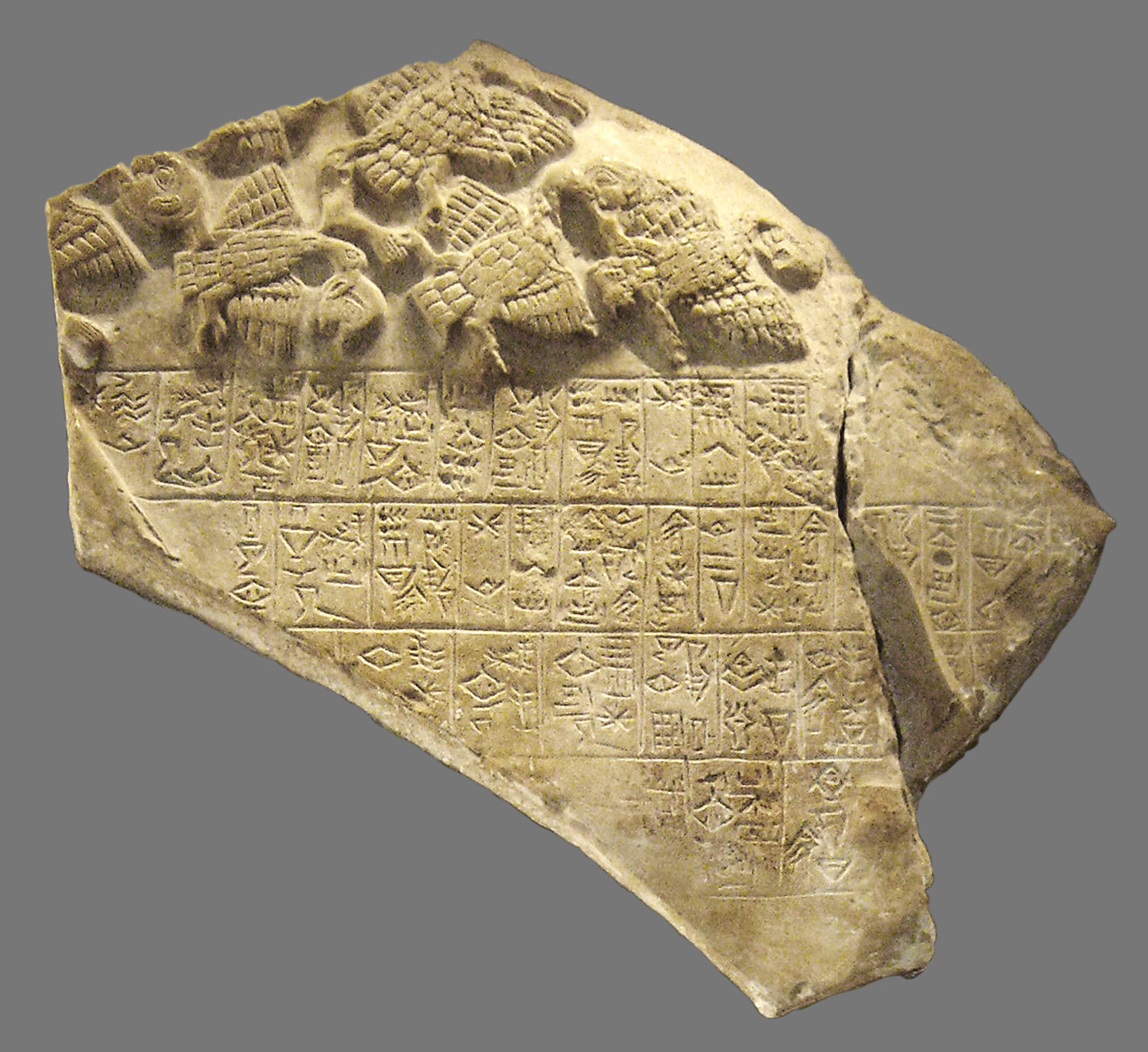
Stele degli avvoltoi: frammento con avvoltoi

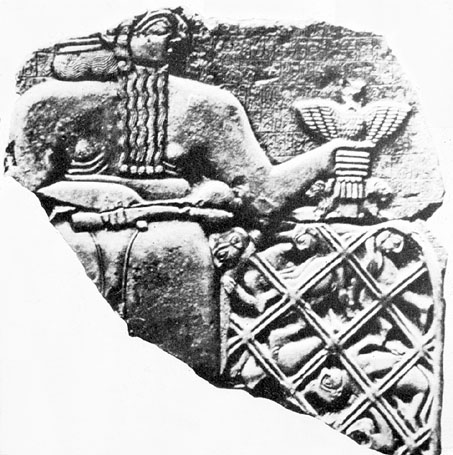
Stele degli avvoltoi: frammento con il dio Ningirsu e i nemici della città catturati

La Stele degli avvoltoi rinvenuta a Telloh (moderna Girsu) è in pietra calcarea delle dimensioni originarie di 1,80 m (altezza) e 1,30 m (larghezza). È scolpita su ambedue le facce e se ne conservano quattro grossi frammenti al museo del Louvre a Parigi. In essa si rappresenta, in un lato, una falange schierata, il condottiero alla testa delle sue truppe, gli avvoltoi che volteggiano sull'area della battaglia, nell'altro lato, il dio Ningirsu che tiene in una mano una mazza, nell'altra mano la mitica aquila con artigli di leone, Anzû, che sorregge una rete a grosse maglie in cui sono stati catturati i nemici della città. 

## Biografia
Eannatum fu successore al trono di suo padre Akurgal intorno al 2455 a.C.. Eannatum era il suo nome regale, il suo nome personale era Mu-ùrum, mentre il nome di guerra era Lumma. In base alle iscrizioni regnò per circa trent'anni. Condusse una politica espansionista e affrontò diverse coalizioni comprendenti l'Elam, Ur, Uruk, Kish e Mari. Raggiunse persino le regioni orientali dell'Elam, rendendo tributarie alcune città di quella regione. Le sue campagne militari furono così estese da consentirli di rivendicare il titolo di Lugal di Kish, un titolo, però, non sicuramente indicativo dell'unità politica fra le due città-stato mesopotamiche e la loro sottomissione a un unico sovrano.

## Imprese militari

### Guerra contro la città di Umma
Come altri sovrani di Lagash, Eannatum dovette affrontare gli eserciti di Umma nella lotta per la conquista dei fertili territori di Guedenna. La sua prima importante campagna militare fu dunque condotta contro Enakalle, ensi (re) di Umma, città confinante ed antica nemica di Lagash. Eannatum, dopo un primo scontro sfortunato dopo il quale dovette ritirarsi ferito, ottenne una vittoria netta, come rappresentato nella stele degli avvoltoi, divise di nuovo i confini, definendo anche una terra di nessuno attorno ad essi, ripristinò la stele di Muslim oltre che a posizionarne una propria (la Stele degli avvoltoi). Edificò, inoltre, nei pressi di questo confine, templi per Enlil, Ningirsu e Ninhursag, per sancire l'approvazione divina su questa divisione. Impose comunque alla città di Umma il pagamento di una tassa per consentirle l'utilizzo della parte di Guedena a questa assegnata. Questa tassa, cresciuta a dismisura durante i regni dei suoi successori, fu la causa dei successivi conflitti con Umma. Costrinse, infine, il re di Umma a giurare solennemente di rispettare questo accordo nel futuro. Il conflitto fra Lagash ed Umma può essere considerato come un esempio dei conflitti fra le città stato mesopotamiche nel periodo predinastico III. Queste città avevano potenza economica e militare simile ed erano in competizione per il controllo delle terre coltivabili di confine. Ogni vittoria sanciva il temporaneo predominio di una città su un'altra, fino al momento in cui la città sconfitta non riacquistava una forza sufficiente per ribellarsi e innescare un nuovo conflitto.

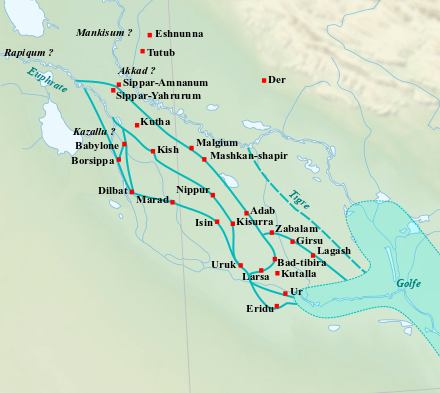
Mappa della bassa Mesopotamia con indicato il terreno della Guedenna, vicino a Girsu

### Altre imprese militari
Dalle iscrizioni a noi giunte, in particolare il masso di Eannatum, sappiamo che questo sovrano condusse campagne militari contro altre città stato mesopotamiche, che divennero tributarie di Lagash, come Akshak, Kish, Larsa, Nippur, Ur e Uruk ed impose il suo controllo su molte altre. Eannatum condusse anche campagne militari contro l'Elam, rendendo tributarie anche molte città di questo territorio.  L'egemonia di Lagash non era però così solida come descritta perché Eannatum dovette poi affrontare coalizioni di città tributarie in ribellione: Elam con Subartu ed Urua presso il canale di Asuhur poi Kish con Akshak e Mari presso l'Antasura di Ningirsu. Riuscendo comunque vittorioso in tutte queste battaglie, Eannatum fu il primo sovrano sumero ad unire la bassa Mesopotamia, a dominare parte dell'Elam e ad estendere la sua influenza fino alla Siria, dopo il periodo di Uruk, cioè nel periodo predinastico.

## Attività edilizia
Eannatum seguì la politica del nonno Ur-Nanshe associando alle vittorie militari, un'intensa attività edilizia. Fece costruire una diga da cui nasceva un largo canale (per l'irrigazione e la navigazione) in onore del dio Ningirsu che chiamò Lummagimdu. Fece erigere il palazzo di Tiraš, restaurare Girsu in onore del dio Ningirsu, costruì il muro di Urukug, e il complesso di Nina per Nanshe. Anche la rete commerciale fu riattivata collegando Lagash sia con il Libano che con il regno di Dilmun come attestano le iscrizioni riferite al suo successore En-anna-tum I.